# Phanerophalla knysnaensis
Phanerophalla knysnaensis är en fjärilsart som beskrevs av Antonius Johannes Theodorus Janse 1960. Phanerophalla knysnaensis ingår i släktet Phanerophalla och familjen stävmalar. Inga underarter finns listade i Catalogue of Life.